# Puchar Polski w hokeju na lodzie 2014
Puchar Polski w hokeju na lodzie mężczyzn 2014 – 17. edycja rozgrywek o Puchar Polski, zorganizowana przez Polski Związek Hokeja na Lodzie i przeprowadzona w dniach od 25 listopada do 28 grudnia 2014. Udział w niej wzięło pięć drużyn: cztery z Polskiej Hokej Ligi i jeden z I-ligowy.
Mecz barażowy o awans do turnieju finałowego wygrał zespół ComArch Cracovii. Turniej finałowy odbył się w Arenie Kraków. Do finału zakwalifikowały się drużyny: GKS-u Tychy i Ciarko PBS Bank KH Sanok. W spotkaniu finałowym - rozegranym 28 grudnia 2014 - zwyciężył GKS Tychy, po raz szósty w swej historii zdobywając Puchar Polski.

## Formuła
W sierpniu władze PZHL ogłosiły formułę rozgrywki o Puchar Polski 2014/2015. W turnieju finałowym przewidziano udział trzech pierwszych drużyn w tabeli Polskiej Hokej Ligi (2014/2015) po dwóch rundach sezonu zasadniczego, które uzyskają awans do półfinałów PP. Czwarta drużyna w tabeli ligowej miała zakwalifikować się do meczu barażowego o pozostałe miejsce półfinałowe, a jej przeciwnikiem wyznaczono drużynę MH Automatyka PKH Stoczniowiec 2014 Gdańsk. Po drugiej rundzie ligowej PHL bezpośredni awans uzyskały w listopadzie 2014 kluby: Ciarko PBS Bank KH Sanok, JKH GKS Jastrzębie i GKS Tychy, zaś zespół Cracovii awansował do baraży. 21 listopada 2014 władze PZHL poinformowały o wyborze miejsca rozegrania turnieju finałowego o Puchar Polski, na który wyznaczono obiekt Kraków Arena. W meczach barażowych drużyna Cracovii dwukrotnie pokonała zespół PKH Stoczniowiec 2014 Gdańsk (25 listopada w Gdańsku – 9:1, 2 grudnia w Krakowie – 10:2)

## Baraż o turniej finałowy
| 25.11.2014 | PKH Stoczniowiec 2014 Gdańsk | 1:9 | ComArch Cracovia | Hala Olivia, Gdańsk |

| Szczegóły      | Szczegóły   | Szczegóły       | Szczegóły   | Szczegóły                                        |
| -------------- | ----------- | --------------- | ----------- | ------------------------------------------------ |
| Godzina: 18:30 |             | (1:1, 0:3, 0:5) |             | Widzów: 1 500 Sędzia główny: Włodzimierz Marczuk |
| Godzina: 18:30 | 12 min. kar |                 | 14 min. kar | Widzów: 1 500 Sędzia główny: Włodzimierz Marczuk |

| 02.12.2014 | ComArch Cracovia | 10:2 | PKH Stoczniowiec 2014 Gdańsk | Lodowisko im. Adama "Rocha" Kowalskiego, Kraków |

| Szczegóły      | Szczegóły   | Szczegóły       | Szczegóły  | Szczegóły                                                                                |
| -------------- | ----------- | --------------- | ---------- | ---------------------------------------------------------------------------------------- |
| Godzina: 17:00 |             | (3:1, 3:0, 4:1) |            | Widzów: 100 Sędzia główny: Przemysław Kępa Sędziowie liniowi: Mateusz Bucki Robert Długi |
| Godzina: 17:00 | 16 min. kar |                 | 4 min. kar | Widzów: 100 Sędzia główny: Przemysław Kępa Sędziowie liniowi: Mateusz Bucki Robert Długi |

## Turniej finałowy
Turniej finałowy odbył się w hali Arena Kraków. Były to pierwsze mecze hokejowe w historii tego obiektu. Półfinały Pucharu Polski rozegrano 27 grudnia, a finał 28 grudnia 2014.
Najskuteczniejszym zawodnikiem turnieju finałowego został Michał Woźnica (5 punktów), a strzelcami ex aequo Adam Bagiński  i Josef Vítek (po 2 gole).

### Półfinały
| 27 grudnia 2014 | GKS Tychy | 6:1 | JKH GKS Jastrzębie | Arena Kraków, Kraków |

| Szczegóły      | Szczegóły | Szczegóły       | Szczegóły            | Szczegóły                                                                           |
| -------------- | --- | --------------- | -------------------- | ----------------------------------------------------------------------------------- |
| Godzina: 15:30 | Ł. Sokół (EQ) 00:30 P. Mojžíš (EQ) 01:01 M. Kartoszkin (EQ) 27:15 A. Bagiński (EQ) 27:55 K. Guzik (EQ) 39:57 A. Bagiński (PP) 51:12 | (2:0, 3:0, 1:1) | 53:36 (PP) J. Šteber | Widzów: 5 500 Sędzia główny: Maciej Pachucki Sędziowie liniowi: Włodzimierz Marczuk |
| Godzina: 15:30 | 8 min. kar |                 | 12 min. kar          | Widzów: 5 500 Sędzia główny: Maciej Pachucki Sędziowie liniowi: Włodzimierz Marczuk |

| 27 grudnia 2014 | Ciarko PBS Bank KH Sanok | 3:2 | Cracovia | Arena Kraków, Kraków |

| Szczegóły      | Szczegóły                                                          | Szczegóły       | Szczegóły                                 | Szczegóły                                                                        |
| -------------- | ------------------------------------------------------------------ | --------------- | ----------------------------------------- | -------------------------------------------------------------------------------- |
| Godzina: 19:00 | M. Danton (SH) 32:16 R. Kostecki (EQ) 37:38 M. Vozdecký (EQ) 44:22 | (0:1, 2:0, 1:1) | 14:53 (EQ) M. Wróbel 40:54 (EQ) G. Pasiut | Widzów: 12 500 Sędzia główny: Paweł Meszyński Sędziowie liniowi: Przemysław Kępa |
| Godzina: 19:00 | 8 min. kar                                                         |                 | 4 min. kar                                | Widzów: 12 500 Sędzia główny: Paweł Meszyński Sędziowie liniowi: Przemysław Kępa |

### Finał
| 28 grudnia 2014 | GKS Tychy | 3:1 | Ciarko PBS Bank KH Sanok | Arena Kraków, Kraków |

| Szczegóły      | Szczegóły                                                   | Szczegóły       | Szczegóły           | Szczegóły                                                                        |
| -------------- | ----------------------------------------------------------- | --------------- | ------------------- | -------------------------------------------------------------------------------- |
| Godzina: 18:30 | J. Vítek (EQ) 18:04 J. Kuzin (EQ) 21:54 J. Vítek (EQ) 39:29 | (1:0, 2:1, 0:0) | 23:57 (EQ) L. Endál | Widzów: 12 800 Sędzia główny: Przemysław Kępa Sędziowie liniowi: Paweł Meszyński |
| Godzina: 18:30 | 22 min. kar                                                 |                 | 16 min. kar         | Widzów: 12 800 Sędzia główny: Przemysław Kępa Sędziowie liniowi: Paweł Meszyński |